# Odkaliště

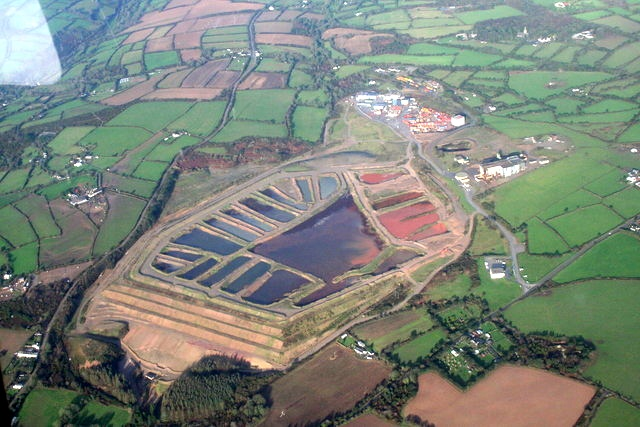

Odkaliště je místo pro trvalé uložení sypkých odpadů z průmyslových provozů, které jsou často plaveny a usazovány za pomocí vody.
Plaviště popílku  – vznikají u uhelných elektráren, tepláren nebo spaloven odpadů a je zde plaven popílek či struska, což je materiál který vznikl při procesu spalování.
Na popílkovišti se kromě popílku ukládají i ostatní tzv. vedlejší produkty – odsiřovací zbytky, struska (škvára z vysokých pecí) a někdy také vápenec. Většina těchto vedlejších produktů pochází z tepláren nebo z elektráren z fluidních kotlů. V českých teplárnách se nejčastěji používá hnědé uhlí, což zanechává až 30 % objemu původního paliva.
Většinou jsou tyto plochy zakládány poblíž vodních ploch nebo se vodní plochy uměle tvoří, aby se popílek a chemické látky lépe usazovaly. Odkaliště může vzniknout i na místě bývalého dolu nebo lomu.
Odkaliště vznikají také u úpraven rud; jednu z nejzávažnějších ekologických zátěží v České republice představují uranová odkaliště podniku MAPE Mydlovary.

## Transport a ukládání
Popílek se na určené místo transportuje hydraulickou dopravou (v potrubí v podobě suspenze vody a fluidních popelovin pod tlakem 10 MPa) nebo nákladními vozy a autocisternami.
Popílek a ostatní vedlejší produkty se ukládají do tzv. van, což jsou jámy, které jsou zespoda izolovány jílem nebo geotextilií, aby nedošlo k proniknutí popelovin do spodních vod a okolního životního prostředí. Po zavezení této vany se plocha s popelem pokryje další geotextilií, která slouží jako protiprašné zařízení. Dříve tuto funkci plnila voda, ta ale při vedrech vysychala.

## Životní prostředí a rizika
Odkaliště mohou mít neblahý vliv na okolní životní prostředí. Zejména pokud se jedná o odkaliště, které nebylo patřičně založeno a odizolováno od horninového prostředí izolační vrstvou. Hrozí zde znečištění okolních povrchových vod těžkými kovy a dalšími nebezpečnými látkami jako je arsen – při popílku ze spalování uhlí, molybden a rtuť. Nebezpečná je i prašnost z odkaliště a jeho vysušených částí. Vítr může unášet prachové částice s navázanými nebezpečnými látkami na značné vzdálenosti. Prach může mít negativní vliv na zdraví obyvatel bydlících v zásadní blízkosti.
Výstavba či dokonce jen plánovaná výstavba odkališť či složišť popílku byla v ČSSR důvodem zániku několika obcí. Příkladem mohou být Mikulovice, Pavlov, Vernéřov nebo Vysočany.
Odkaliště se nacházejí po celé ČR jako pozůstatky těžby a následného zpracování energetických (fosilních) surovin – v dnešní době představují staré ekologické zátěže a ohrožení okolních obcí. Látky, které se kvůli špatnému zabezpečení uvolňují do širokého okolí mohou mít závažné účinky na lidské zdraví.

### Protržení hráze odkaliště u Ajky
4. října 2010 došlo k protržení hráze odkaliště u maďarské Ajky. Červený kal zasáhl třicetitisícové město a několik dalších okolo. Jedná se o jednu z největších ekologických havárií v dějinách Maďarska. Tato událost v ČR i ostatních evropských zemích spustila řadu bezpečnostních kontrol u odkališť.